# نجيل شعاعي
نجيل شعاعي (الاسم العلمي:Cynodon radiatus) هو نوع من النباتات يتبع جنس النجيل من الفصيلة النجيلية.